# Consell General del Jura
El Consell General del Jura és l'assemblea deliberant executiva del departament francès del Jura a la regió de Borgonya - Franc Comtat. La seva seu es troba a Lons-le-Saunier. Des de 2015, el president és Clément Pernot (LR)

## Antics presidents del Consell
- 2011 - 2015 : Christophe Perny (PS)
- 2008 - 2011 : Jean Raquin (divers droite)
- 1994 - 2008 : Gérard Bailly (divers droite)
- 1991 - 1994 : André Jourdain (Reagrupament per la República)
- 1989 - 1991 : Lucien Guichard (UDF-CDS)
- 1980 - 1989 : Pierre Brantus (UDF-CDS)
- 1973 - 1980 : Jean Gravier (UDF)
- 1967 - 1973 : André Socie (CDP)
- 1949 - 1967 : Edgar Faure (UDR)
- 1945 – 1949 : Louis Paget (SFIO)

## Composició
El març de 2011 el Consell General del Jura era constituït per 34 elegits pels 34 cantons del Jura.
| Partit                             | Sigles | Electes |
| ---------------------------------- | ------ | ------- |
| Majoria (19 escons)                |        |         |
| Partit Socialista                  | PS     | 9       |
| Partit Comunista Francès           | PCF    | 3       |
| Partit d'Esquerra                  | PG     | 1       |
| Divers gauche                      | DVG    | 6       |
| Oposició (15 escons)               |        |         |
| Unió pel Moviment Popular          | UMP    | 11      |
| Cacera, Pesca, Natura i Tradicions | CNPT   | 1       |
| Partit Radical Valoisià            | PRV    | 1       |
| Divers droite                      | DVD    | 2       |
| President del Consell General      |        |         |
| Christophe Perny (PS)              |        |         |